# Езерец (Добричская область)
Езерец (болг. Езерец) — село в Болгарии. Находится в Добричской области, входит в общину Шабла. Население составляет 150 человек.

## Политическая ситуация
Езерец подчиняется непосредственно общине и не имеет своего кмета.
Кмет (мэр) общины Шабла — Красимир Любенов Крыстев (Граждане за европейское развитие Болгарии(ГЕРБ)) по результатам выборов.

## Знаменитые уроженцы
- Димитр Добрев (р.1931) — борец, олимпийский чемпион